# Berse Skaldtorvasson
Berse Skaldtorvasson (Bersi Skáldtorfuson) var en isländsk furstelovskald hos de norska Ladejarlarna Erik och Sven, senare också hos kung Olav den helige.

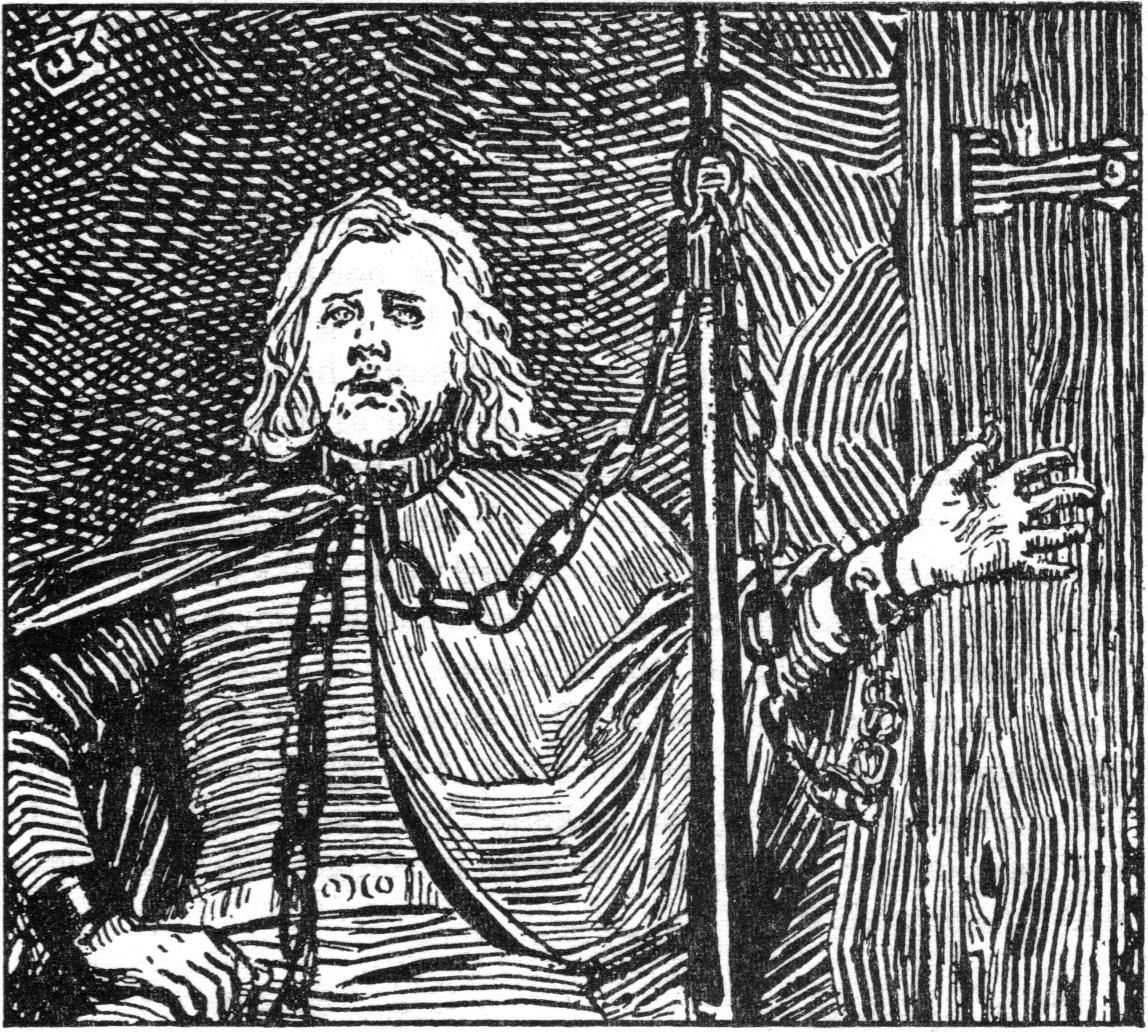
Berse i kedjor efter att ha tillfångatagits av kung Olav. Christian Krohg, 1899.

## Levnad
Berse föddes under 980-talets senare hälft och dog troligen år 1030. Tillnamnet Skaldtorvasson är ett metronymikon: modern var den i övrigt okända skaldinnan "skald-Torva" från Midfjorden på norra Island.
Berse var barndomsvän med den sägenomspunne skalden Grette den starke – en vänskap som sattes på prov då Berse med fara för eget liv lyckades förhindra vännens avrättning. Grette stod då i Norge anklagad för dråp. Detta omtalas i Grettes saga.
Berse deltog i slaget vid Nesjar år 1016 ombord på Sven Håkonssons skepp, och tycks efter nederlaget ha följt jarlen i landsflykt. Efter Svens död återvände han till Norge, men greps av kung Olav och blev slagen i länkar. I fångenskap diktade han då en visflock om kungen och vann dennes gunst. Troligen blev han redan nu upptagen i Olavs hird.
Omkring år 1026 var Berse på ett kortvarigt besök i England, där han samtidigt med skalden Sighvat Tordsson uppsökte Knut den store. Tre år senare, år 1029, företog han en pilgrimsfärd till Rom, också med Sighvat som följeslagare. Olav befann sig nu i exil i Gårdarike och båda skalderna hade fått "tjänstledigt" (heimfararleyfti) för att göra denna resa. På återvägen nåddes de av beskedet att kung Olav hade fallit vid Stiklastad. Berse återvände då till Rom. Han sägs ha dött kort efteråt i Peterskyrkan, där han också lär ligga begraven.

## Verk
Enligt Skáldatal ska Berse ha besjungit både Sven Håkonsson och Knut den store, men av dessa kväden finns ingenting bevarat.
Flokkr um Óláf: Endast tre strofer återstår av den visflock om kung Olav som Berse diktade i fångenskap. Skalden framstår där som en modig och rakryggad man:
Icke för drotten så jag kryper
– – –
att, givmilde herre, jag skulle
forna hulda vänner
förneka nu eller hata.
Jag kände din fiende fordom.
Vad Berse talar om för kungen är att han aldrig vill böja sig för honom i sådan grad att han glömmer sina forna vänner även om dessa råkat vara kungens fiender. Olav godtog detta, och Berse blev sedan lika lojal och trofast mot honom som han varit mot dennes fiende Sven Håkonsson.
Lausavísa: Elaka tungor påstod att Berse inte kunde dikta utan att låna från andra skalder. För att pröva detta visade kung Olav honom vid något tillfälle några svärd och uppmanade honom att göra en dikt om dem. Berse improviserade då den lausavísa som har bevarats och bevisade därmed sin diktarförmåga. Detta berättas i Óláfs saga helga av Styrmer Kåresson (Styrmir Kárason). I andra källor har samma strof tillskrivits både Sighvat Tordsson och Ottar svarte, men Styrmer är den ende som förklarar bakgrunden till strofen, varför Finnur Jónsson finner det sannolikast att det är Berse som är författaren.